# Cầu Manhattan
Cầu Manhattan là một cây cầu treo bắc qua sông East ở Thành phố New York, nối Hạ Manhattan tại Phố Canal với Trung tâm Thành phố Brooklyn tại Mở rộng Đại lộ Flatbush. Nhịp chính dài 1.480 ft (451 m), với dây cáp treo dài 3.224 ft (983 m). Tổng chiều dài của cây cầu là 6.855 ft (2.089 m). Nó là một trong bốn cây cầu xe cộ miễn phí nối Đảo Manhattan với Đảo Long; Cầu Brooklyn gần đó chỉ cách xa trung tâm thành phố hơn một chút, trong khi các cầu Queensboro và Williamsburg ở phía bắc.
Cây cầu được thiết kế bởi Leon Moisseiff, được xây dựng bởi Công ty Cầu Phoenix, và thông xe vào ngày 31 tháng 12 năm 1909. Một thiết kế sáng tạo, nó là cây cầu treo đầu tiên áp dụng lý thuyết độ võng của Josef Melan để làm cứng mặt cầu, dẫn đến lần đầu tiên sử dụng giàn Warren có trọng lượng nhẹ bằng màng mỏng  để xây dựng nó. Được coi là tiền thân của những cây cầu treo hiện đại, nó từng là hình mẫu cho nhiều nhịp phá kỷ lục được xây dựng trong nửa đầu thế kỷ 20.